# (38659) 2000 OS48
2000 OS48 (asteroide 38659) é um asteroide da cintura principal. Possui uma excentricidade de 0.23853700 e uma inclinação de 8.00147º.
Este asteroide foi descoberto no dia 31 de julho de 2000 por LINEAR em Socorro.